# Nercely Soto
Nercely Desirée Soto Soto (née le 23 août 1990 à Maracaibo, Zulia) est une athlète vénézuélienne, spécialiste du sprint.

## Biographie
Elle devient championne d'Amérique du Sud en juin 2015 à Lima sur 200 mètres.

## Palmarès
| Date | Compétition                              | Lieu                 | Résultat | Épreuve   | Temps         |
| ---- | ---------------------------------------- | -------------------- | -------- | --------- | ------------- |
| 2013 | Championnats d'Amérique du Sud           | Carthagène des Indes | 2e       | 200 m     | 23 s 05       |
| 2013 | Championnats d'Amérique du Sud           | Carthagène des Indes | 2e       | 400 m     | 53 s 96       |
| 2013 | Championnats d'Amérique du Sud           | Carthagène des Indes | 3e       | 4 × 100 m | 45 s 44       |
| 2014 | Jeux sud-américains                      | Santiago             | 1re      | 200 m     | 23 s 25       |
| 2014 | Jeux sud-américains                      | Santiago             | 2e       | 400 m     | 52 s 30       |
| 2014 | Jeux sud-américains                      | Santiago             | 1re      | 4 × 100 m | 45 s 08       |
| 2014 | Jeux d'Amérique centrale et des Caraïbes | Xalapa               | 1re      | 200 m     | 23 s 14       |
| 2014 | Jeux d'Amérique centrale et des Caraïbes | Xalapa               | 1re      | 4 × 100 m | 43 s 53       |
| 2015 | Championnats d'Amérique du Sud           | Lima                 | 1re      | 200 m     | 23 s 15       |
| 2015 | Championnats d'Amérique du Sud           | Lima                 | 2e       | 400 m     | 54 s 38       |
| 2015 | Championnats d'Amérique du Sud           | Lima                 | 1re      | 4 × 100 m | 44 s 28       |
| 2015 | Championnats d'Amérique du Sud           | Lima                 | 2e       | 4 × 400 m | 3 min 37 s 05 |
| 2016 | Championnats ibéro-américains            | Rio de Janeiro       | 1re      | 200 m     | 22 s 95       |
| 2016 | Championnats ibéro-américains            | Rio de Janeiro       | 3e       | 4 × 100 m | 43 s 94       |
| 2017 | Jeux Bolivariens                         | Santa Marta          | 1re      | 200 m     | 22 s 89       |
| 2017 | Jeux Bolivariens                         | Santa Marta          | 1re      | 400 m     | 52 s 43       |
| 2017 | Jeux Bolivariens                         | Santa Marta          | 1re      | 4 × 100 m | 44 s 15       |
| 2017 | Jeux Bolivariens                         | Santa Marta          | 3e       | 4 × 400 m | 3 min 40 s 15 |
| 2018 | Jeux sud-américains                      | Cochabamba           | 3e       | 200 m     | 23 s 11       |
| 2018 | Jeux sud-américains                      | Cochabamba           | 1re      | 4 x 100 m | 44 s 71       |

## Records
| Épreuve    | Temps   | Lieu     | Date             |
| ---------- | ------- | -------- | ---------------- |
| 100 mètres | 11 s 54 | Madrid   | 23 juin 2016     |
| 200 mètres | 22 s 53 | Caracas  | 12 mai 2012      |
| 400 mètres | 51 s 94 | Trujillo | 26 novembre 2013 |